# Club Deportivo San José
Maillots
Le Club Deportivo San José est un club bolivien de football basé à Oruro.

## Palmarès
- Championnat de Bolivie (4)
  - Champion : 1955, 1995, 2007 (C), 2018 (C)
  - Vice-champion : 1991, 1992, 2012 (C), Ouv 2012 (O) , 2014 (C)

## Joueurs emblématiques
- Gustavo Quinteros